# Prunus himalaica
Prunus himalaica är en rosväxtart som beskrevs av Siro Kitamura. Prunus himalaica ingår i släktet prunusar, och familjen rosväxter. Inga underarter finns listade i Catalogue of Life.